# Przewalanka
Przewalanka – osada leśna w Polsce położona w województwie podlaskim, w powiecie białostockim, w gminie Czarna Białostocka. Leży przy drodze krajowej nr 8.
W latach 1975–1998 miejscowość administracyjnie należała do województwa białostockiego.
Wierni kościoła rzymskokatolickiego należą do parafii Niepokalanego Serca Najświętszej Maryi Panny w Marianowie.